# Astronomisk koordinatsystem
|  | Dublet Denne artikel handler om det samme som Koordinatsystem for himmelrummet. (Diskutér artiklen) |

|  | Sammenskrivningsforslag Artiklen Astronomisk koordinatsystem er foreslået føjet ind i Koordinatsystem for himmelrummet. (Siden oktober 2024) Diskutér forslaget |

Hvis man følger med stjerner og planeter på himlen, ser man, at de i løbet af et døgn ænder position. Man indfører derfor et astronomisk koordinatsystem, der er sfærisk, det vil sige, at man bruger to vinkelkoordinater til at angive positionen. Geografer gør noget lignende for at fastlægge lokationer på Jordens overflade, nemlig ved hjælp af geografisk længde (der varierer fra {\displaystyle -}180° over 0° ved Greenwich til +180°) og geografisk bredde (der varierer fra {\displaystyle -}90° ved Sydpolen over 0° ved ækvator til +90° ved Nordpolen). Forskellen er dog, at geografisk koordinater anvendes til at fastlægge positioner på Jorden set ovenfra, medens astronomer må se på stjernehimlen nedenfra.
I astronomi benyttes flere koordinatsystemer:252-256 :1-18 , fordi der er flere måder at fastlægge, hvad der svarer til geografernes ækvator:
- Den lokale horisont fastlagt af den lokale lodlinje.
- Himlens ækvator fastlagt af Jordens rotationsakse.
- Ekliptika fastlagt af Solens bevægelse blandt stjernerne.
- Galaktisk ækvator fastlagt af koncentrationen af stjernerne i Mælkevejens bånd hen over himlen.

Herunder gives først en oversigt over koordinatsystemerne, derefter en mere udførlig beskrivelse.

## Oversigt
| Koordinatsystem    | Origo (udgangspunkt)            | Grundplan                 | Poler            | Koordinater                                | Koordinater                              | Nulretning                       |
| Koordinatsystem    | Origo (udgangspunkt)            | Grundplan                 | Poler            | Langs planet                               | Vinkelret på planet                      | Nulretning                       |
| ------------------ | ------------------------------- | ------------------------- | ---------------- | ------------------------------------------ | ---------------------------------------- | -------------------------------- |
| Horisont- system   | Iagttager                       | Horisonten                | Zenit / Nadir    | Azimut Az                                  | Højde h                                  | Horisontens syd- eller nordpunkt |
| Timevinkel- system | Iagttager eller Jordens centrum | Himlens ækvator           | Himmel- polerne  | Timevinkel {\displaystyle \tau }           | Deklination {\displaystyle \delta }      | Lokal meridian                   |
| Ækvator- system    | Jordens centrum                 | Himlens ækvator           | Himmel- polerne  | Rektascension {\displaystyle \alpha }      | Deklination {\displaystyle \delta }      | Forårspunktet                    |
| Ekliptikale system | Jordens eller Solens centrum    | Ekliptika                 | Ekliptikas poler | Ekliptikal længde {\displaystyle \lambda } | Ekliptikal bredde {\displaystyle \beta } | Forårspunktet                    |
| Galaktiske system  | Solens centrum                  | Mælkevejs- galaksens plan | Galaktiske poler | Galaktisk længde l                         | Galaktisk længde b                       | Mælkevejs- galaksens centrum     |

I det følgende beskrives disse systemer nærmere.

## Omregning mellem koordinatsystemer
Omregningen foregår i alle tilfælde ved at udtrykke den givne retnings rektangulære koordinater {\displaystyle (X,Y,Z)} dels i det nye system og dels i det oprindelige.
Ved hjælp af sfæriske trekanter kan man udlede nedenstående omregningsformler:18 :

### Horisontkoordinater - timevinkelkoordinater
Fra {\displaystyle (Az,h)} til {\displaystyle (\tau ,\delta )}:
| {\displaystyle \cos(\tau )\cdot \cos(\delta )} | = | {\displaystyle \cos(\varphi )\cdot \sin(h)+\sin(\varphi )\cdot \cos(Az)\cdot \cos(h)} | = | {\displaystyle X} |
| {\displaystyle \sin(\tau )\cdot \cos(\delta )} | = | {\displaystyle \sin(Az)\cdot \cos(h)}                                                 | = | {\displaystyle Y} |
| {\displaystyle \sin(\delta )}                  | = | {\displaystyle \sin(\varphi )\cdot \sin(h)-\cos(\varphi )\cdot \cos(Az)\cdot \cos(h)} | = | {\displaystyle Z} |
Fra {\displaystyle (\tau ,\delta )} til {\displaystyle (Az,h)}:
| {\displaystyle \cos(Az)\cdot \cos(h)} | = | {\displaystyle \sin(\varphi )\cdot \cos(\tau )\cdot \cos(\delta )-\cos(\varphi )\cdot \sin(\delta )} | = | {\displaystyle X} |
| {\displaystyle \sin(Az)\cdot \cos(h)} | = | {\displaystyle \sin(\tau )\cdot \cos(\delta )}                                                       | = | {\displaystyle Y} |
| {\displaystyle \sin(h)}               | = | {\displaystyle \cos(\varphi )\cdot \cos(\tau )\cdot \cos(\delta )+\sin(\varphi )\cdot \sin(\delta )} | = | {\displaystyle Z} |

### Timevinkelkoordinater - ækvatorkoordinater
Fra {\displaystyle (\alpha ,\delta )} til {\displaystyle (\tau ,\delta )}: {\displaystyle \quad \tau =\theta -\alpha \mod 360^{\circ }}
Fra {\displaystyle (\tau ,\delta )} til {\displaystyle (\alpha ,\delta )}:
{\displaystyle \quad \alpha =\theta -\tau \mod 24^{\text{h}}}
Differencerne {\displaystyle \theta -\alpha } og {\displaystyle \theta -\tau } kan blive negative. I så fald skal der, som angivet med modulo-operatorerne, adderes 360º til {\displaystyle \tau }, henholdsvis 24h til {\displaystyle \alpha }.

### Ækvatorkoordinater - ekliptikakoordinater
Fra ({\displaystyle \alpha ,\delta )} til ({\displaystyle \lambda ,\beta )}:
| {\displaystyle \cos(\beta )} | {\displaystyle \cdot } | {\displaystyle \cos(\lambda )} | = |                   | {\displaystyle \cos(\delta )\cos(\alpha )}                               |   |                                                       |
| {\displaystyle \cos(\beta )} | {\displaystyle \cdot } | {\displaystyle \sin(\lambda )} | = |                   | {\displaystyle \cos(\varepsilon )\cdot \cos(\delta )\cdot \cos(\alpha )} | + | {\displaystyle \sin(\varepsilon )\cdot \sin(\delta )} |
| {\displaystyle \sin(\beta )} |                        |                                | = | {\displaystyle -} | {\displaystyle \sin(\varepsilon )\cdot \cos(\delta )\cdot \sin(\alpha )} | + | {\displaystyle \cos(\varepsilon )\cdot \sin(\delta )} |
Fra ({\displaystyle \lambda ,\beta )} til ({\displaystyle \alpha ,\delta )}:
| {\displaystyle \cos(\delta )} | {\displaystyle \cdot } | {\displaystyle \cos(\alpha )} | = |  | {\displaystyle \cos(\beta )\cos(\lambda )}                               |                   |                                                      |
| {\displaystyle \cos(\delta )} | {\displaystyle \cdot } | {\displaystyle \sin(\alpha )} | = |  | {\displaystyle \cos(\varepsilon )\cdot \cos(\beta )\cdot \sin(\lambda )} | {\displaystyle -} | {\displaystyle \sin(\varepsilon )\cdot \sin(\beta )} |
| {\displaystyle \sin(\delta )} |                        |                               | = |  | {\displaystyle \sin(\varepsilon )\cdot \cos(\beta )\cdot \sin(\lambda )} | +                 | {\displaystyle \cos(\varepsilon )\cdot \sin(\beta )} |

### Ækvatorkoordinater - galaktiske koordinater
Fra {\displaystyle (\alpha ,\delta )} til {\displaystyle (l,b)}:
| {\displaystyle \cos(b)} | {\displaystyle \cdot } | {\displaystyle \cos(l-l_{0})} | = | {\displaystyle -} | {\displaystyle \sin(\gamma )\cdot \cos(\delta )\cdot \cos(\alpha -\alpha _{0})} | {\displaystyle -} | {\displaystyle \cos(\gamma )\cdot \sin(\delta )} |
| {\displaystyle \cos(b)} | {\displaystyle \cdot } | {\displaystyle \sin(l-l_{0})} | = |                   | {\displaystyle \cos(\delta )\cdot \sin(\alpha -\alpha _{0})}                    |                   |                                                  |
| {\displaystyle \sin(b)} |                        |                               | = |                   | {\displaystyle \cos(\gamma )\cdot \cos(\delta )\cdot \cos(\alpha -\alpha _{0})} | +                 | {\displaystyle \sin(\gamma )\cdot \sin(\delta )} |
Fra {\displaystyle (l,b)} til {\displaystyle (\alpha ,\delta )}:
| {\displaystyle \cos(\delta )} | {\displaystyle \cdot } | {\displaystyle \cos(\alpha -\alpha _{0})} | = | {\displaystyle -} | {\displaystyle \sin(\gamma )\cdot \cos(b)\cdot \cos((l-l_{0})} | + | {\displaystyle \cos(\gamma )\cdot \sin(b)} |
| {\displaystyle \cos(\delta )} | {\displaystyle \cdot } | {\displaystyle \sin(\alpha -\alpha _{0})} | = |                   | {\displaystyle \cos(b)\cdot \sin(l-l_{0})}                     |   |                                            |
| {\displaystyle \sin(\delta )} |                        |                                           | = |                   | {\displaystyle \cos(\gamma )\cdot \cos(b)\cdot \cos(l-l_{0})}  | + | {\displaystyle \sin(\gamma )\cdot \sin(b)} |

### Eksempel på en omregning
Beregninger kan bekvemmest udføres med et regneark eller i et passende programmeringssprog.
Hvor står himlens klareste stjerne Sirius på himlen på den geografisk bredde {\displaystyle \varphi =55^{\circ }57'} til et tidspunkt, hvor stjernetiden er {\displaystyle \theta =8^{\text{h}}37^{\text{m}}}?
Stjernens ækvatorkoordinater for epoken J2000.0 er
{\displaystyle (\alpha ,\delta )=(6^{\text{h}}45^{\text{m}},-16^{\circ }43')}
Første trin består i at omregne til gradmål:
{\displaystyle \varphi =55+57/60=55.95^{\circ }\qquad \theta =15^{\circ }\cdot (8+37/60)=129.25^{\circ }}
{\displaystyle (\alpha ,\delta )=(101.25^{\circ },-16.7166...^{\circ })}.
Timevinklen bliver derfor {\displaystyle \tau =\theta -\alpha =28^{\circ }}.
I en mellemregning findes {\displaystyle \cos }- og {\displaystyle \sin }-værdier for alle argumenter, og af disse fås de rektangulære koordinater {\displaystyle X,Y{\text{og}}Z} samt hjælpestørrelsen {\displaystyle W={\sqrt {X^{2}+Y^{2}}}}. Til sidst bestemmes azimut {\displaystyle Az} og højde {\displaystyle h}:
{\displaystyle Az=\operatorname {Arctanxy(X,Y)} \qquad h=\operatorname {Arctanxy(W,Z)} }.
Her betegner {\displaystyle \operatorname {Arctanxy} } en udvidet arcus tangens funktion med to argumenter.
Nedenstående illustration viser en mulig beregningsgang i et regneark.
Stjernen står altså {\displaystyle 27.5^{\circ }} vest for sydretningen i en højde af {\displaystyle 13.5^{\circ }}.